# Grammonota kincaidi
Grammonota kincaidi är en spindelart som först beskrevs av Banks 1906.  Grammonota kincaidi ingår i släktet Grammonota och familjen täckvävarspindlar. Inga underarter finns listade i Catalogue of Life.